# Neea tepuiensis
Neea tepuiensis är en underblomsväxtart som beskrevs av Julian Alfred Steyermark. Neea tepuiensis ingår i släktet Neea och familjen underblomsväxter. Inga underarter finns listade i Catalogue of Life.